# バリームーン城
バリームーン城（英語: Ballymoon Castle）はアイルランドのカーロウ県バゲナルストンの東2マイル (3 km)に位置するアイルランド国定歴史記念物である。この城は13世紀に建てられたと考えられている。

## 所在地とアクセス
バリームーン城はフェナック・ロードの隣にあるバゲナルストンの東2マイル (3 km)の場所にある。この城は水路を通る木製の橋を通った先から一般に公開されている。来場者は城の1階にある城壁に近づくことが可能である。バリームーン城はアイルランド国定歴史記念物に指定されている。

## 城の構造
底部の長さが8フィート (2.4 m)、高さが20-フート (6.1 m)ある花崗岩を用いた壁があり、両辺の長さが80フィート (24 m)ある正方形の中庭から成り立つ廃墟となっている。城の内部においては建物全体が取り囲むように開放的な中庭があり、城の各所に戸口と暖炉が配置されるように設計されている。城の北側にある2層からなる大きな暖炉は大広間の一部になっていた。内壁の反対側に2階構造となる痕跡が残されてはいるものの、内部構造全体においては基礎部分を除いて殆ど残されていないことから考えて、この城は完成していなかったと結論づけられている。出入口には落とし格子の溝と思われるものが見られ、正面には城の出入口にあたる門や跳ね橋に架けられた橋に設けられた塔などを守る強固な壁からなる防御施設である外堡が存在していたと思われる。城壁には十字型の銃眼や矢を射るための矢狭間が多数見受けられる。

## 歴史
バリームーン城は13世紀、もしくは14世紀の始めに第5代ノーフォーク伯爵ロジャー・ビゴッド、もしくは子孫を残さずに亡くなったビゴッドの所有地を買収したカリュー家によって建てられたと考えられている。1800年代後期、多くの地元企業を設立したウェックスフォード県出身のマイケル・シェイルに買い取られた。